# ناحیه دیره غازی خان
ناحیه دیره غازی خان (به انگلیسی: Dera Ghazi Khan District) یک ناحیه در پاکستان است که در پنجاب واقع شده‌است. ناحیه دیره غازی خان ۲٬۸۷۲٬۲۰۱ نفر جمعیت دارد.